# Marinus Vertregt
 (juin 2012).
Si vous disposez d'ouvrages ou d'articles de référence ou si vous connaissez des sites web de qualité traitant du thème abordé ici, merci de compléter l'article en donnant les références utiles à sa vérifiabilité et en les liant à la section « Notes et références ».
Marinus Vertregt est un astronome néerlandais né le 19 avril 1897 à Dordrecht et décédé le 1er mai 1973 à Sliedrecht.
Après ses études à l'école technique de Dordrecht, il part en 1917 pour les Indes orientales néerlandaises (Indonésie) et est employé dans diverses usines sucrières en tant que chimiste. Il est interné avec sa femme et sa fille pendant la Seconde Guerre mondiale dans un camp japonais. Après la guerre, il revient en Indonésie en tant que directeur de la plus grande usine sucrière de Java, Djatiroto. En 1951, il est envoyé en Éthiopie pour fonder une usine de sucre.
À son retour en hollande en 1952, Vertregt se tourne vers l'astronomie, science qui l'avait intéressé pendant sa jeunesse. Il devient membre de la British Interplanetary Society (B.I.S.) et de la Dutch Vereniging voor Ruimtevaart. En 1958, il publie plusieurs articles sur l'astronautique sur le journal de la British Interplanetary Society. En 1959 apparait son livre Beginselen van de Ruimtevaart, traduit dès 1960 en anglais sous le titre Principles of Astronautics. Une seconde édition plus complète suivra en 1965. 
Il est invité à l'Université de Californie au premier Symposium International sur l'Analyse de la mécanique spatiale.
En 1970, Vertregt est élu membre honoraire de la Dutch Astronautical Society.
Le cratère lunaire Vertregt a été officiellement nommé par l'Union astronomique internationale en 1979 en l'honneur de Marinus Vertregt.